# 星謙發展
星謙發展控股有限公司，簡稱星謙發展控股，以及星謙發展（英語：Infinity Development Holdings Company Limited，港交所：0640），在1990年由楊淵（主席及總裁）創立，名為「友信行」，前身為「星謙化工控股有限公司」。
現時業務在澳門、中國內地、孟加拉、越南和印尼經營研發、生產及銷售膠粘劑、處理劑以及分銷硬化劑，而股份則在2010年8月22日於香港交易所主板上市。而招股價為0.75港元，發行所有股份為125,000,000股，集資額為64,000,000港元，其中用來擴展到中國內地、孟加拉、越南和印尼的產能，而長江實業李嘉誠等其他企業和信託，也持有25,000,000股，或者5%股權。
總部位於澳門新口岸北京街202A－246號澳門金融中心16樓A-D座，以及香港中環皇后大道中39號豐盛創建大廈19樓。

## 連結
- InfinityDevelopment.com.hk （页面存档备份，存于）